# Adrian Neaga
Adrian Neaga (Pitești, Rumanía, 4 de junio de 1979) es un futbolista rumano. Juega de delantero y su equipo actual es el Steaua de Bucarest.

## Biografía
Adrian Neaga empezó su carrera futbolística en las categorías inferiores de un equipo de su ciudad natal, el FC Argeș. En 1998 pasa a formar parte de la primera plantilla del club. Debuta en Liga I el 1 de abril en el partido FC Argeș 3-0 Gloria Bistrița. Con este equipo debuta en competiciones europeas, concretamente en la Copa de la UEFA.
Al año siguiente juega en el Dacia Mioveni. A los pocos meses regresa al FC Argeș.
En 2001 ficha por el Steaua de Bucarest, con el que debuta en la Liga de Campeones de la UEFA esa temporada. En esta etapa Adrian Neaga se vio envuelto en un escándalo, ya que se demostró que el jugador consumía drogas para doparse. Sin embargo Adrian nunca fue sancionado.
En 2003 se marcha a Arabia Saudita a jugar unos meses en el Al-Nasr en calidad de cedido. En este equipo solo duró 20 días, ya que fue despedido por un desplante ocurrido en un partido contra el Khaleej Club. A su regreso a Rumania ayuda al Steaua a conquistar el título de Liga.
Después de ganar el título, Adrian Neaga decide irse a Corea del Sur, donde ficha por el Chunnam Dragons. Debuta en la K-League el 5 de marzo de 2005 en el partido Chunnam Dragons 3-3 FC Seoul, donde marcó un gol. Con este equipo gana la Copa Federación en 2006. 
Al año siguiente ficha por otro equipo coreano, el Seongnam Ilhwa Chunma. Adrian realiza un gran papel en el club y al final del campeonato conquista el título de Liga.
En 2007 regresa al Steaua de Bucarest, que pagó 1 millón de euros para poder recuperarlo.

## Selección nacional
Ha sido internacional con la Selección de fútbol de Rumania en 6 ocasiones. Su debut como internacional se produjo el 5 de diciembre de 2000 en el partido Argelia 3-2 Rumania.

## Clubes
| Club                  | País           | Año       |
| --------------------- | -------------- | --------- |
| FC Argeș              | Rumania        | 1998      |
| Dacia Mioveni         | Rumania        | 1998-1999 |
| FC Argeș              | Rumania        | 1999-2001 |
| FC Steaua Bucarest    | Rumania        | 2001-2003 |
| Al-Nasr               | Arabia Saudita | 2003      |
| FC Steaua Bucarest    | Rumania        | 2003-2004 |
| Chunnam Dragons       | Corea del Sur  | 2004-2006 |
| Seongnam Ilhwa Chunma | Corea del Sur  | 2007-2007 |
| FC Volyn Lutsk        | Ucrania        | 2008-     |

## Títulos
- 1 Liga de Rumania (Steaua de Bucarest, 2004)
- 1 Copa Federación de Corea del Sur (Chunnam Dragons, 2006)
- 1 Liga de Corea del Sur (Seongnam Ilhwa Chunma, 2006)